# Выговка (село)
Выговка (укр. Вигівка) — село в Бурштынской городской общине Ивано-Франковского района Ивано-Франковской области Украины.
Население по переписи 2001 года составляло 404 человека. Занимает площадь 3,206 км². Почтовый индекс — 77111. Телефонный код — 03438.